# Cesare Pozzi
Cesare Pozzi  dit « Fusco » (Vicobarone, 14 juin 1914 - Pavie, 2 juillet 2007) était un partisan italien.
Pendant la guerre de Libération, il était le chef de la Brigades Matteotti et plus tard de la Division Dario Barni de la Vallée de la Versa, opérant dans l'Oltrepò Pavese. Il prit le nom de bataille  « Fusco » en mémoire d'un de ses camarades, connu à Turin qui fut déporté et disparu. Il était le protagoniste de la « Bataille des Cendres » le 14 février 1945 pour laquelle il a été décoré de la Médaille d'Argent de la valeur militaire et de la Croix du Mérite de première classe de la République Fédérale d'Allemagne. De 1960 à 1964, il a été maire de Santa Maria della Versa.

## Biographie

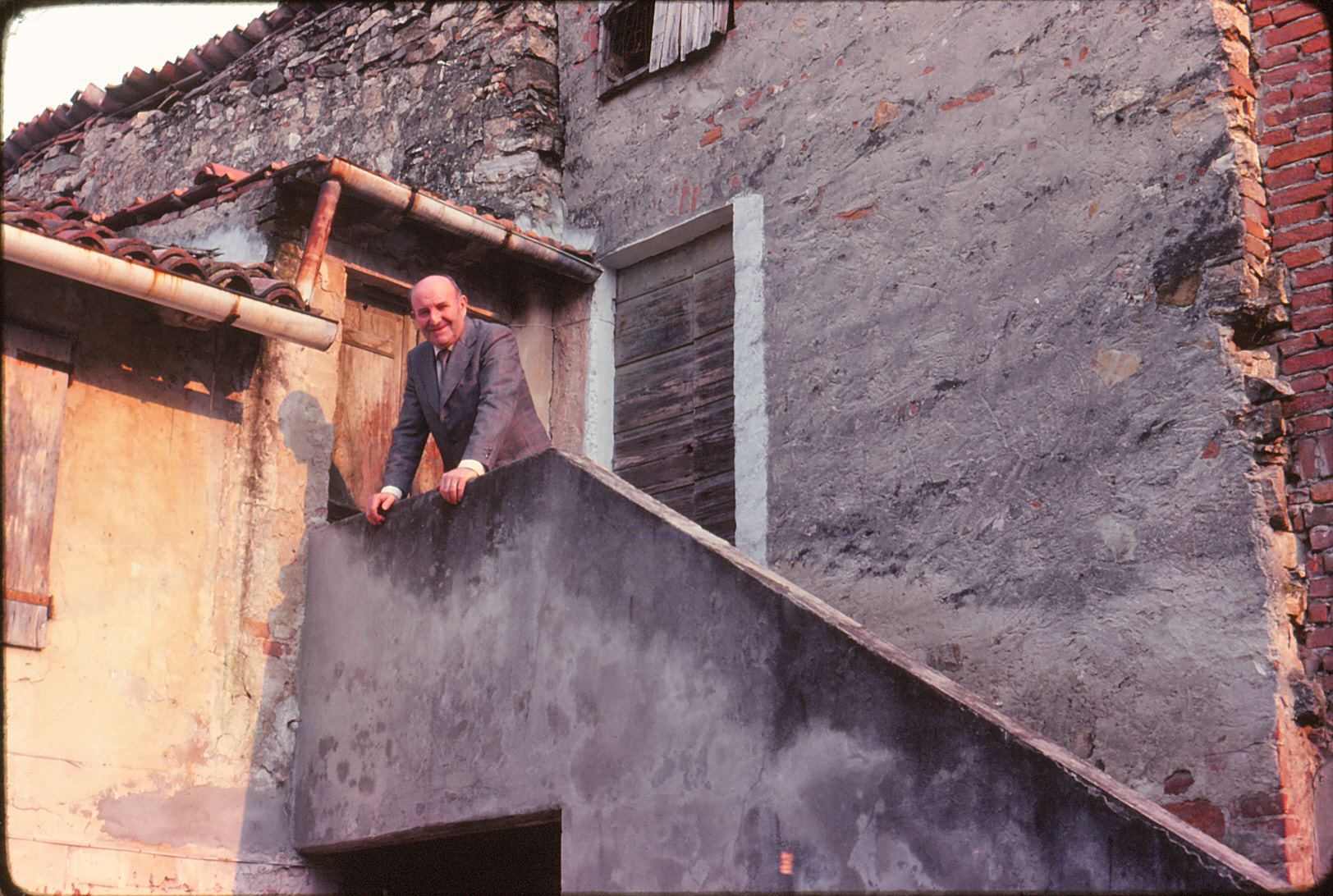
À Vicobarone, devant la pièce où il est né.

Cesare Pozzi naît à Vicobarone le 14 juin 1914 de Filippo (1884-1957) et de Vittoria Riccardi (1882-1939). En 1916, la famille déménage à Montù Beccaria chez tante Giuseppina Pozzi (1877-1934) et son mari Ernesto Bellarosa (1872-1945).
Appelé aux armes en avril 1935, il est affecté au 3e Régiment de Pavie en tant qu'opérateur radio. Au début de la Seconde Guerre mondiale, en juin 1940, il est envoyé sur le front français à Lanslevillard où il reste jusqu'au 22 septembre 1940.
Du 1er janvier 1941 au 23 octobre 1942, il est engagé sur le front libyo-égyptien (Tripoli, Agedabia, Bengasi et le golfe de Bomba).
De retour en Italie en mars 1943, il est envoyé à Favria, auprès d'un détachement du 1er Régiment du Génie de Turin.
Le 8 août 1943, il retourne  à Turin au 1er Régiment du Génie Corso Stupinigi 100 (aujourd'hui Corso Unione Sovietica). Il est sergent en chef et enseigne les communications dans une caserne de Pompiers de Porta Palazzo jusqu'au 8 septembre 1943.

« [...] Le matin du 9 septembre, vers huit heures, je sors de la caserne à vélo. Juste à l’extérieur je croise une camionnette avec une dizaine d’Allemands à bord, ils me pointent ses fusils et m’intiment l’« ALT ». Je ralentis et j’arrive à la hauteur du chauffeur quand, tout à coup, leur attention et les fusils se tournent vers un autre endroit, donc je continue en appuyant sur les pédales. Il s’est passé que derrière moi un autre sergent était sorti de la caserne avec une grosse enveloppe jaune sous le bras. Ils l'ont arrêté avec son enveloppe.
Dans la caserne, où je suis retourné à la cantine, il y avait de l'agitation et désorientation. Ils avaient renforcé les sentinelles et il était interdit de sortir. Avec un stratagème, j’ai réussi à ouvrir la porte charretière et à m’échapper, suivi par une cinquantaine [de personnes]. Le soir, je me suis fait ouvrir par la sentinelle et je suis rentré. J'ai harangué les autres, plus d’une centaine et, en formant un escalier avec quelques sacs de sable, nous avons escaladé le mur arrière. En sautant sur le Corso Galileo Ferraris, j’ai eu une sensation étrange, étais-je libre?
Je me sentais maître de toutes mes actions, mais j’avais toujours un uniforme que personne ne m’avait autorisé à ôter.
J’ai gardé l’uniforme le lendemain à Turin, mais le soir je me suis déshabillé chez Ernesto, un cher ami originaire de Montù Beccaria auprès duquel j’avais trouvé refuge. J’ai pris le train de 18 h pour Stradella et, après plusieurs péripéties, je suis arrivé à Montù Beccaria.
Quand, à la maison, je suis allé me coucher, le jour se levait. »

— Cesare Pozzi, La mia Resistenza
Le 1er janvier 1944, il fonde « La Banda di Montù ».

« [...]le soir avant Noël one dizaine de personnes se trouvent chez moi. Après avoir examiné la situation, nous avons décidé de rester unis, de nous tenir informés, de nous consulter régulièrement. J’ai été désigné commandant. Il a été convenu de se retrouver, le soir du Nouvel An, dans la cave de Pietro Crescimbini, surnommé Sangue di gatto, à la Casa Bernardini.

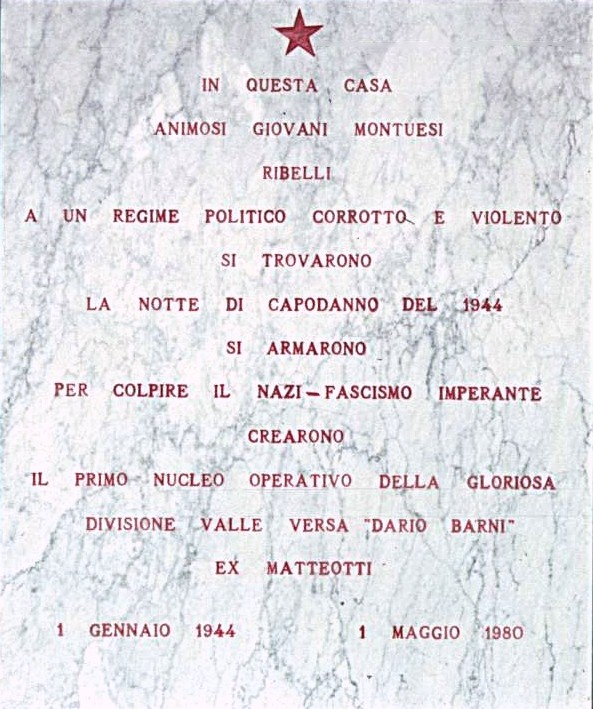
La plaque sur le lieu de fondation de la Banda di Montù.

On se retrouva, on mangea, on but, et comme il y avait aussi un gramophone, on dansa.
Mais surtout on discuta et on constitua la «Banda di Montù»,  l’embryon des futures formations Matteotti dans l'Oltrepò Pavese». »

— La mia Resistenza
.
Le 18 avril 1944, il se fit photographier riant en lisant l’avis de rappel de la classe 1914. Le soir du même jour, il entre dans la clandestinité.

« [...] Le 18 avril 1944, la République sociale italienne exposa, sous le Livre Prétoire de Montù, communément appelé par les Montuesis il Portichetto, l’appel aux armes de la classe 1914. De répondre à l’appel, je n’y pensais même pas et j’ai voulu donner à mon refus un sentiment de nette rébellion et de propagande sans scrupules.

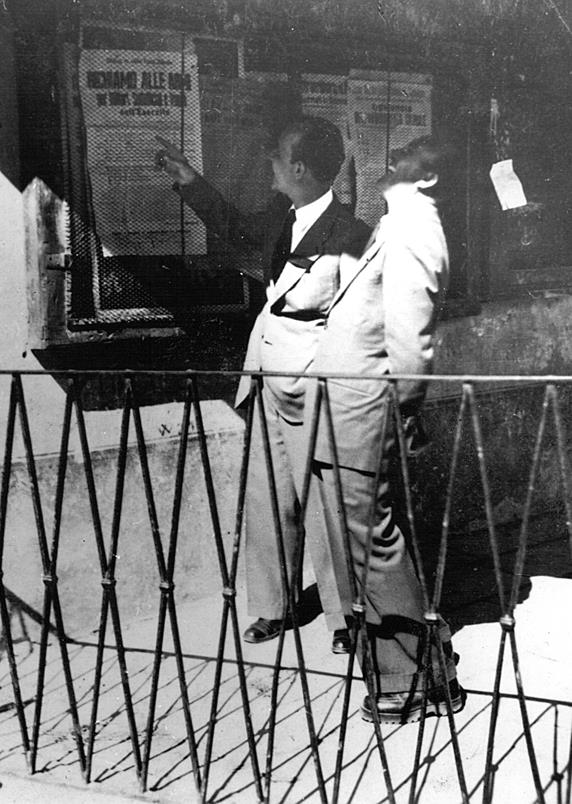
Devant l'appel à Montù.

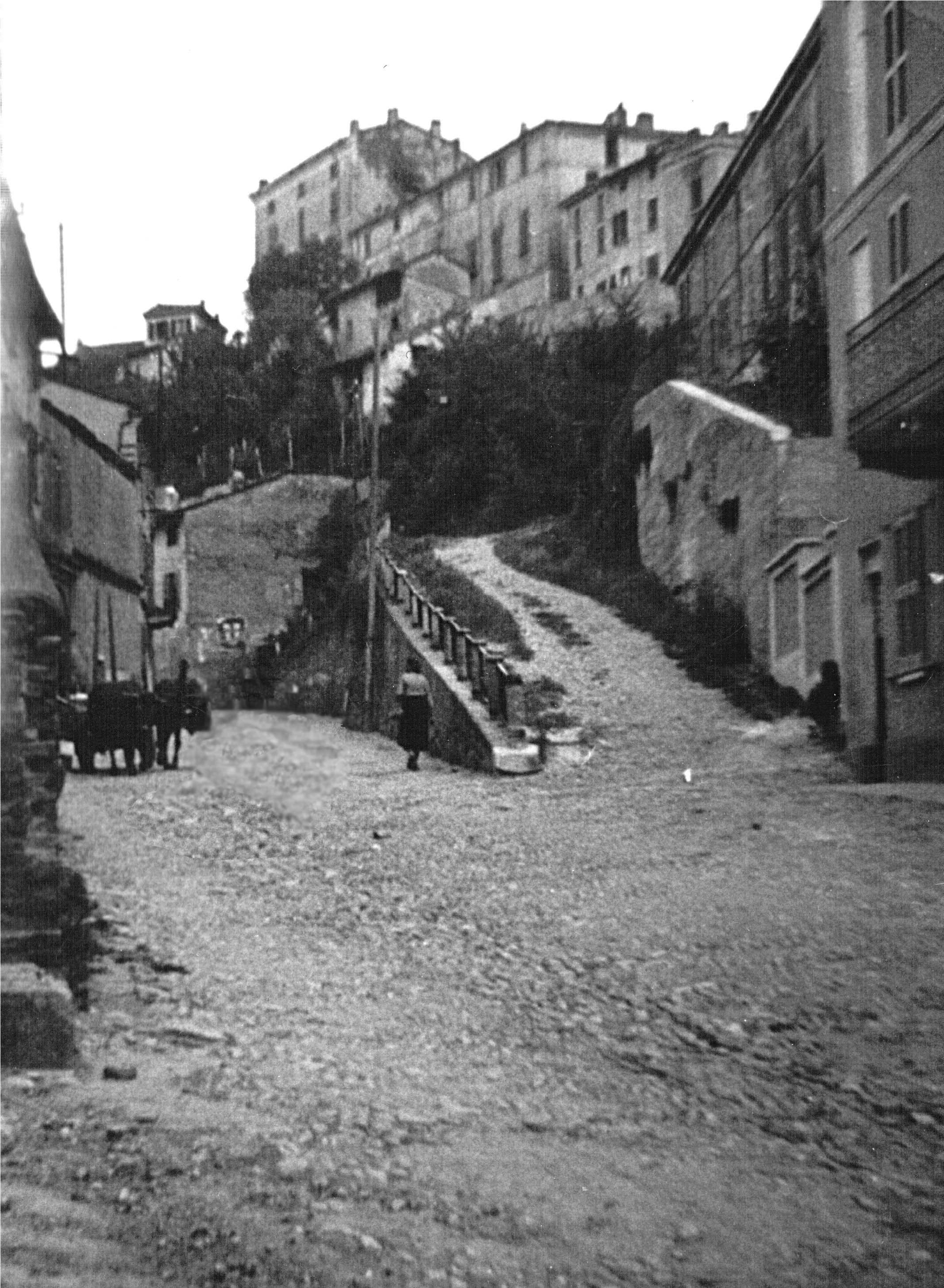
Montù Beccaria, Via Roma en 1945.

J’ai prié Paolo Montemartini, petit-fils du Sénateur, de prendre une photo ensemble sous le Portichetto où, en pointant l’affiche de mon appel aux armes, je m’en serai moqué par une grimace. Et ainsi, mon refus fut immortalisé.

Cependant, comme le lendemain je serais devenu un insoumis, le même soir avec mon sac à dos, des couvertures et quelque chose d’indispensable, j'ai pris congé de quelques amis qui m’avaient accompagné jusqu’à Cantinone et j'ai remonté la falaise jusqu’à la Casa Bernardini  où mon frère Mario, Albino et Sangue di Gatto m’attendaient. Tous ensemble nous sommes allés au Novello, une petite maison de campagne dans la vallée qui regarde Casa Barbieri.
Nous étions entrés dans la clandestinité. Les autres savaient où nous étions et à tour de rôle ils venaient nous voir en gardant les liens entre nous et nos familles. »

— La mia Resistenza
.
Le 19 juin 1944, il attaque la caserne des Carabinieri de Montù en s'emparant de 12 fusils, un pistolet et un sabre.

« Ce fut assez facile ou nous fûmes chanceux parce que les miliciens étaient tous à l’étage, au rez-de-chaussée il y avait seulement la garde et le Maréchal Commandant à son bureau. J’ai ensuite eu l’impression que notre irruption ne déplaisait pas à quelques miliciens. »

— La mia Resistenza
.
Le soir du 25 juillet 1944, dans la localité de Loglio di Sotto, de l'union de diverses bandes, la première Brigade Matteotti naît en l'Oltrepò Pavese.

« Je fus content parce que le Socialisme était le Parti de mon oncle Ernesto auquel les Fascistes avaient fait boire de l’huile de ricin en 1922. Il a été très mal et c’était un gentleman. À Loglio, nous étions plus d’une cinquantaine, mais pas tous ne nous ont suivi cette nuit-là. Quand nous arrivâmes à la Cascina Tavernette dans la commune de Rocca de' Giorgi nous étions un peu moins d’une quarantaine. Il s'agissait pour la plupart d’anciens militaires, tous appartenant à des familles de modestes conditions économiques qui avaient trouvé, avec orgueil, le courage de se rebeller contre le féroce autoritarisme des fascistes. »

— La mia Resistenza
.
Le 14 février 1945, premier jour du Carême, a lieu la Bataille des Cendres.

« [Nos ennemis étaient commandés par un Capitaine qui] ...tomba devant nous le 14 février 1945. Dans son portefeuille il avait peu de lires et un document au nom du Cap. Hofmann et c’est comme ça qu’on l’a appelé. Son vrai nom était Luis Ferdinand Bisping. Il était un sud-africain de l’armée allemande, qui avait commandé des troupes turques sur les différents fronts de guerre; il était décoré de diverses croix à la valeur et il était considéré par les siens comme un spécialiste de la guerre anti-rebelles.Il avait trente ans et fut envoyé à la Sicherheits en poste à Stradella, dans le but d'éliminer les «rebelles» de la haute Val Versa. Son sergent l’accompagnait, lui aussi avec le nom de combat: "Serg. Müller", son vrai nom étant Sclhuter, et lui aussi tomba peu après de son Capitaine.

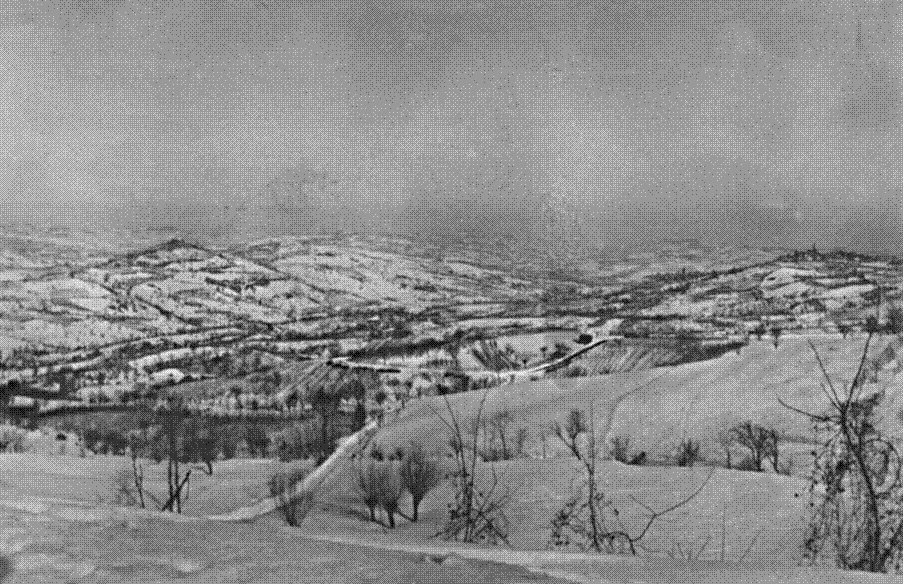
Le Théâtre de la Bataille.

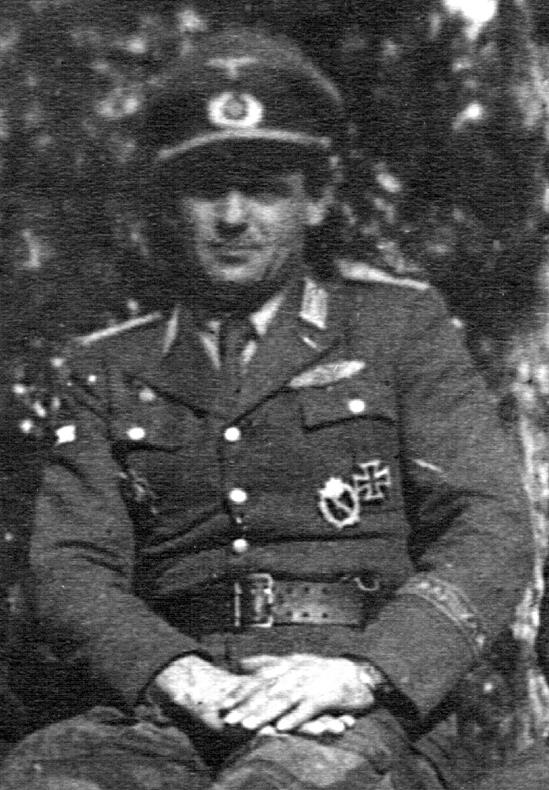
Le Capitain Hofmann.

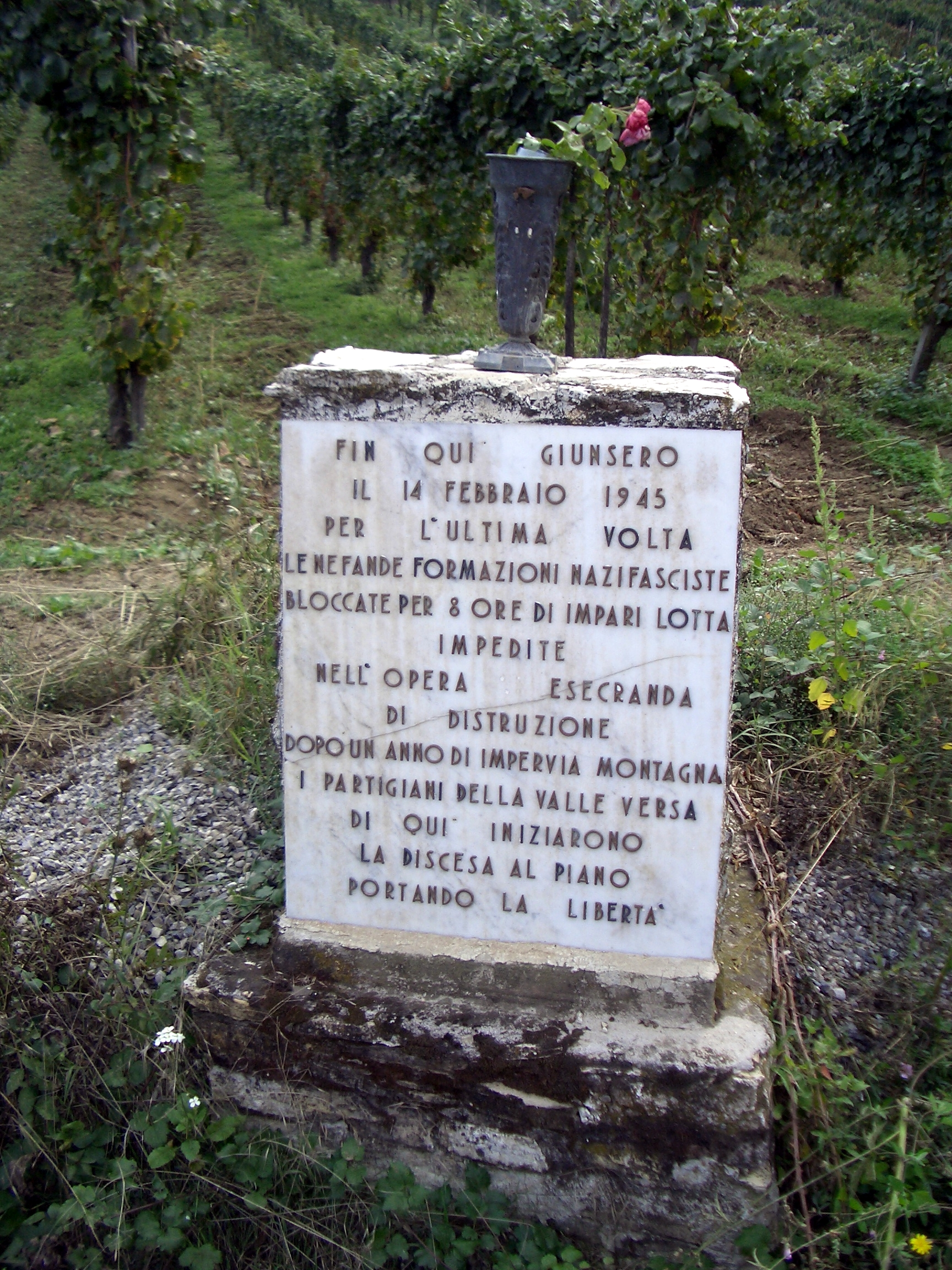
La pierre commémorative de la Bataille.

Hofmann arriva à Santa Maria della Versa le 10 février, il n’inculqua pas aux habitants cette peur et cette terreur révérencielle que les Allemands suscitaient largement à l'époque, il parlait discrètement notre langue et il était doué d’un esprit humoristique. Il approchait souvent les villageois et appréciait même la sympathie de quelques jeunes filles. Sans doute il avait du courage.
Bernini, le traminot, racontait que pour descendre à Stradella, il utilisait parfois le tram où il se tenait devant, à côté du conducteur, avec sa Machine Pistol à la main. Une fois, Bernini lui demanda s’il n’avait pas peur d’aller à dénicher les rebelles. « Ce ne sont que quatre chats avec deux pistolets rouillés », répondit-il. Les chats, en vérité, n’étaient pas beaucoup plus, mais en matière de pistolets ils ne manquaient certainement pas de la graisse pour les lubrifier.
Le 13 février (Carnaval), Hofmann se dirige sur Golferenzo avec une quarantaine d’hommes, et il advance jusqu’à la fraction Pomorosso sans trouver aucune résistance.
Le 14, jour des Cendres, les allemands sont nombreux et Hofmann les conduit au-delà de Volpara jusqu’à la bifurcation pour Moncasacco, une localité au nom prémonitoire: "Bacà" qui signifie (en dialecte local) "coup de bâton".
Ils s’arrêtent pour consulter la carte topographique, et c’est là que Jose, l’un des nôtres, avec sa Maschinengewehr, blesse le Capitaine au mollet. Hofmann couvre sa jambe avec un mouchoir, il se traîne sur la neige, en laissant une trace rouge et, en continuant à crier des ordres à l’escorte qui s’était dispersée, il atteint le sommet de la colline, deux mètres au-delà de laquelle il se serait faufilé. Mais une balle le frappe au ventre. Il se tait à jamais. Il se trouve entre les deux feux et personne ne peut l’approcher. Fiorentini envoie trois hommes pour récupérer le corps .
À Moncasacco, il y avait un oratoire qui fut nettoyé, lavé et équipé à chapelle ardente pour Hofmann et son sergent. Le Commandement Suprême de la Heer demanda la restitution des dépouilles. Ce fut Don Diana qui en convint les modalités avec la garnison allemande stationnée à la centrale des téléphones de Montù Beccaria qui envoya à Moncasacco deux caisses.
Le mardi 20 février à 16 heures, avec le tramway sur lequel il était monté avec tant de sécurité, il arrivait à Stradella.

À propos du comportement courageux du Cap. Hofmann le Commandement des "rebelles" étendit un rapport qui fut attaché au cercueil, mais qui ne parvint jamais au Commandement allemand: Fiorentini l’avait saisi.
Il y avait la conviction que le corps avait été envoyé directement en Allemagne, mais le bon Modica, avec sa constance, découvre sa tombe parmi les vingt-deux mille autres du Cimetière militaire allemand de Costermano.
Luis Ferdinand Bisping (1914-1945), repose maintenant dans ce cimetière aux côtés de son sergent.
Chaque année, le "Jour des Morts", une délégation de ces "rebelles" qu’il avait résolument combattus, lui apporte un bouquet de fleurs.

Il ne manqua pas de valeur, mais la chance était de l’autre côté »

— La mia Resistenza
.
26 avril 1945 jour de la Libération de Stradella et Montù Beccaria.

« [...] il y avait beaucoup de monde lorsque j’arrivai à Montù le 26 avril après la Libération de Stradella. Ils ont bloqué ma voiture à Place Garibaldi, plein de foule et ils m’ont enlevé du poids du siège, ils m’ont chargé sur leurs épaules et m’ont emmené jusqu’à la Piazza Umberto sur le balcon de la "Gusta", qui était celui de notre bar, pour le discours d’obligation »

— La mia Resistenza
.
Après la Libération Cesare Pozzi vit à Stradella et il retourne au travail qu'il avait avant la guerre : employé de l’octroi de Santa Maria della Versa. Il vit ensuite à Santa Maria della Versa et à Voghera.

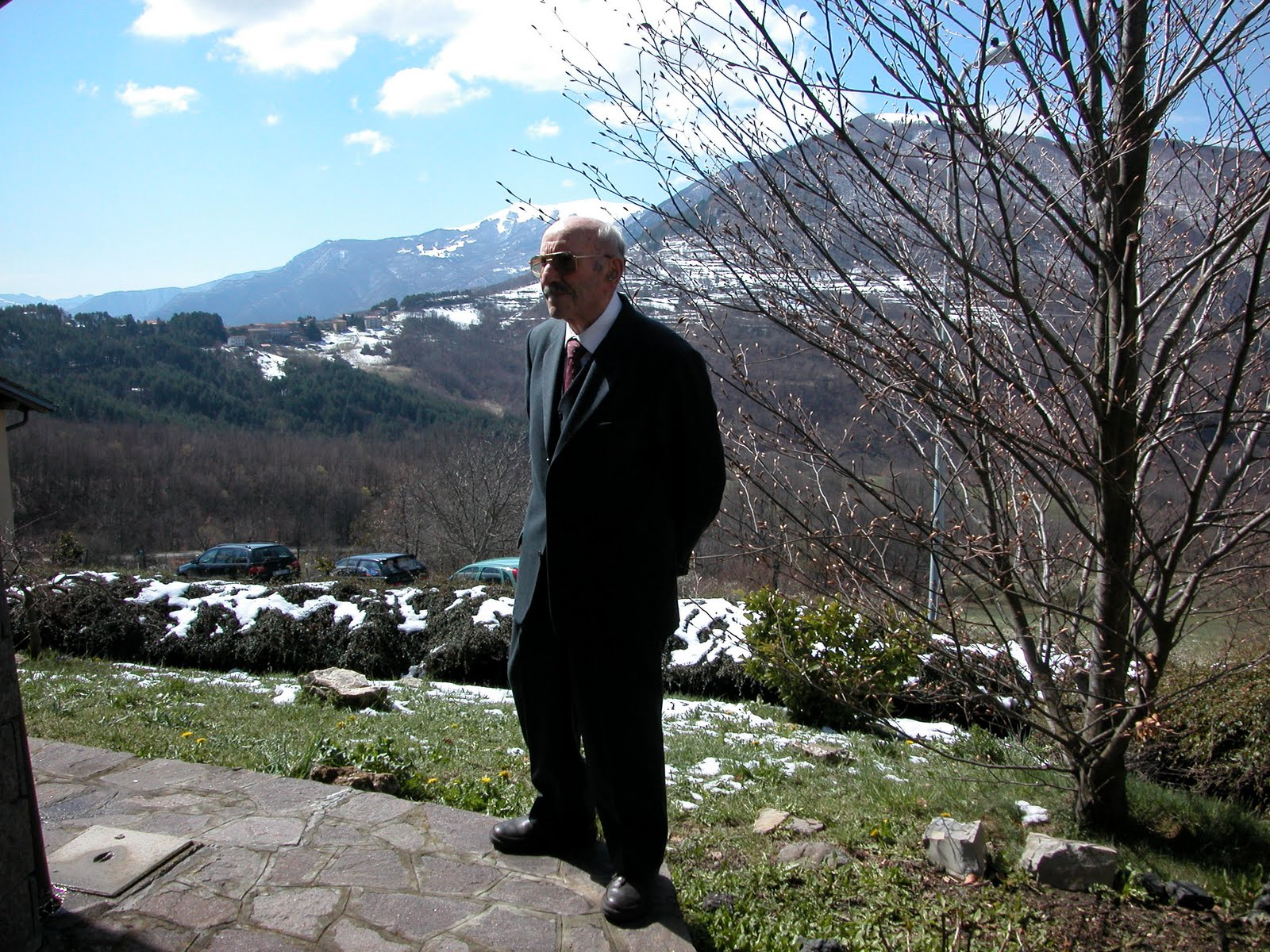
Photo du 2004 à Pregola.

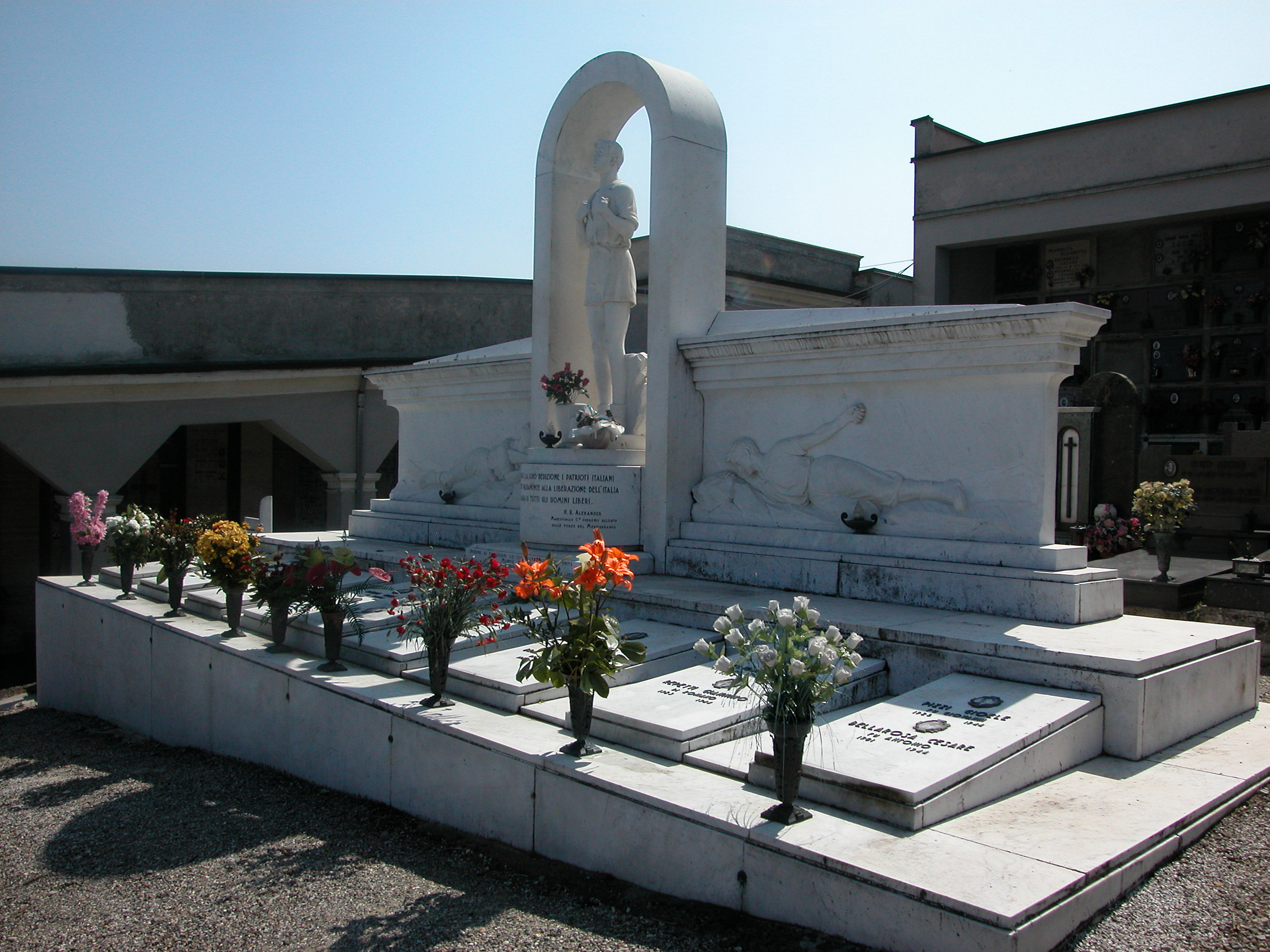
Le monument aux Morts dans le cimetière de Montù.

Le 1er mai 2007 à Valverde, il fait son dernier discours public : 

« Il y a cinq ou six ans, notre Meazza, que vous tous connaissez, en me trouvant à Montalto me dit: «Mais comme je te trouve bien! Tu résistes au temps comme tu as résisté aux Allemands!» Malheureusement, mes chers, je dois le démentir: aux Allemands j’ai résisté, mais au temps je ne résiste plus.
Pendant ces soixante-deux ans, de cette hauteur, j’en ai vu et entendu de toutes les couleurs sur la Résistance : de vérité, mensonges, critiques, éloges...
Il y a une chose que j’ai compris : que la Résistance a été un merveilleux moment du peuple italien! Soyez-en fiers!
On dit que la liberté a été apportée par les alliées... oui, ils nous ont donné un coup de main... mais pas ici!
En Italie du Nord, les alliés sont arrivés "en envahissant" les villes avec leurs...Jeep... avec les fusils dans les coffres... l’Italie était libre!
En plus, il y a un fait: en Italie du Nord, pendant la Résistance, nous nous sommes affrontés à plusieurs reprises avec les Allemands. À la fin de la guerre les Allemands ont ratissé tous leurs morts de l’Italie du Nord en faisant un enterrement à Costermano, sur le lac de Garde. Là il y a un cimetière militaire allemand, qui a vingt-deux mille morts! ...qui ne sont pas morts de pneumonie!
Et maintenant, mes chers amis, un salut... un salut affectueux, cordial... rappelez-vous: je serai toujours votre Fusco. »

— Discours prononcé le 1er mai 2007 au restaurant Croce Bianca à Valverde
.
Cesare Pozzi meurt le 2 juillet 2007 à la Clinique Maugeri à Pavie.

## Décorations italiennes
- Chevalier de l'Ordre du Mérite de la République italienne (2 juin 1956)
- Croix du Mérite de la guerre (20 juillet 1959)
- Médaille d'argent de la valeur militaire (30 mai 1967)
- Médaille d'or de la Ville de Stradella (25 avril 1970)
- Officiel de l'Ordre du Mérite de la République italienne (27 décembre 1986)
- Citoyen d'honneur de la Ville de Santa Maria della Versa (14 février 1994)
- Citoyen d'honneur de la Commune de Canevino (14 juin 1994)
- Citoyen d'honneur de la Ville de Stradella (27 février 1995)
- Commandeur de l'Ordre du Mérite de la République italienne (27 décembre 1999)
- Citoyen d'honneur de la Commune de Valverde (1er mai 2001)

## Décorations étrangères
- Croix du combattant de l'Europe (1er aout 1973)
- Ordre du Mérite de la République fédérale d'Allemagne (3 février 1993)

## Hommages
- Le 19 février 2019, la municipalité de Santa Maria della Versa lui a dédié une place: « Piazza Fusco ».
- Le 10 juin 2023, la municipalité de Ziano Piacentino lui a dédié une plaque sur le monument aux morts de Vicobarone, la ville où il est né.